# 富合町
富合町（とみあいまち）は、熊本県中央部に位置していた町であり、下益城郡に属していた。
熊本市との合併協議が進められ、2007年1月から数回にわたって熊本市との法定協議会が執り行なわれた結果、2008年10月6日に熊本市に編入された。合併後は熊本市の合併特例区となり、全域が熊本市南区となった。

## 地理
熊本市の南隣に位置し、緑川を挟んで隣接する。町の大半は熊本平野の一角をなす田園地帯であり、小川や水路の多い低湿地であるが、南東部は雁回山など山林地帯となっている。町の中央を九州の大動脈である国道3号と鹿児島本線が南北に貫通している（合併まで駅はなかった）。また、九州新幹線の熊本総合車両所は富合町内に設置されている。

## 歴史
- 1955年4月1日 - 守富村と杉合村が合併。両自治体の一文字ずつを合わせて命名された富合村が発足。
- 1956年10月1日 - 三拾町地区が宇土郡宇土町に編入
- 1971年8月1日 - 町制施行。富合町となる。
- 1991年3月1日 - 下益城郡城南町と境界変更。
- 2008年10月6日 - 熊本市へ編入。

## 行政
- 町長：村﨑秀（むらさき ひいず） - 2004年3月17日就任

## 財政

### 平成18年度
- 財政力指数 0.39 熊本県市町村平均 0.39
- 経常収支比率 94.9%
- 標準財政規模 18億8500万円
- 人口一人当たり地方債現在高 49万1317円 普通会計分のみ
- 実質公債費比率 19.8% 熊本県市町村平均 15.5 18%を超えているので起債に協議が必要
- 人口1000人当たり職員数 9.80人 熊本県市町村平均 8.33人
  - 内訳 一般職員 78人（うち技能労務職 7人）消防は一部事務組合 合計78人
- 町職員一人当たり給料月額 33万8100円 すべての職員手当を含まない数字
  - 注 地方公務員の収入＝給料+職員手当等（ボーナスに相当する期末・勤勉手当、地域手当、扶養手当等）+共済年金の自己負担
- 町職員一人当たり人件費概算値（年額）900万8769円
- ラスパイレス指数 96.7 （注:給料部分のみの比較）

地方債等の残高
- 1普通会計分の債務 39億0900万円
- 2特別会計分の債務 22億1500万円
- 3関係する一部事務組合分の債務 3億810万円

地方債等の合計 64億3210万円（連結会計）
- 富合町民一人当たりの地方債等残高 80万8459円

## 産業
- 町内総生産（2004年度） 216億円

### 本社を置く企業
- 清田鋳機
- 第一設備工業
- 森川ローヤルゼリー
- 杉本工務店
- 佐藤電機

### 教育
小中一貫教育を実施。
- 熊本市立富合中学校
- 熊本市立富合小学校

## 交通
- 最寄り空港は熊本空港。
- 町内に鹿児島本線が通っているが、これまで駅がなかった（最寄り駅は川尻駅または宇土駅だった）。なお、熊本市への合併後に、通過するだけの九州新幹線車両基地建設の見返りとして旧富合町内への新駅、富合駅の設置が決まり、2011年3月12日に開業した。

バスは産交バスと熊本バスが以下のように運行している。
産交バス
- 川6系統（国道・川尻市道経由） 桜町BT - 川尻町 - 富合町 - 宇土駅前 - 宇城市（松橋町）
- 川8系統（川尻バイパス・新道経由） 桜町BT - 川尻町 - 富合町 - 宇土駅東口 - 宇城市（松橋町）
- 川9系統 桜町BT - 川尻町 - 宇土駅東口 - 宇土市スポーツセンター前
- 川11系統 桜町BT - 川尻町 - 緑川橋 - 平木橋
- 快速あまくさ号 ※緑川橋と宇土駅東口のみ停車

熊本バス
- 川13系統 桜町BT - 川尻町 - 富合町 - 城南町
- 南18系統 宇土駅 - 富合町 - 城南町 - 嘉島町 - 桜町BT

### 道路
高速道路はなし。最寄りインターチェンジは九州自動車道御船インターチェンジ。

#### 一般国道
- 国道3号
- 国道57号
- 国道218号
- 国道219号
  - ※上記の4路線は町内全域で重複しており、事実上は町内に国道は1本しか通っていない。

#### 県道
- 熊本県道38号宇土甲佐線（主要地方道）
- 熊本県道182号田迎木原線
- 熊本県道241号千町廻江線
- 熊本県道242号走潟廻江線
- 熊本県道297号川尻宇土線

## 名所・旧跡・観光スポット・祭事・催事
- 六殿神社
- 木原不動尊
- 木原城（肥後国）
- 放牛地蔵

## 主な出身者
- 花ノ藤昭三（元大相撲力士）